# Niella Tanaro
Niella Tanaro (La Niela Tane in piemontese) è un comune italiano di 928 abitanti della provincia di Cuneo in Piemonte.

## Storia

### Simboli
Lo stemma e il gonfalone del Comune di Niella Tanaro sono stati concessi con decreto del presidente della Repubblica del 26 giugno 2008.
Stemma
Gonfalone

## Monumenti e luoghi d'interesse

### Architetture civili
- Monumento ai Caduti della Campagna d'Africa e delle due guerre. Il basamento e l'intero monumento è in pietra.
- Vari affreschi di scuola tardo-gotica piemontese (sec. XV-XVI), ad ornamento di vari edifici.

### Architetture militari
- Castello probabilmente costruito tra il 1125 ed il 1160, sotto il protettorato del Marchesato di Ceva.  Il primo dipinto del Castello risale al 1852, una stampa, ad opera di Francesco Gonin. Il 30 ottobre 1807 il Conte Coardi di Carpeneto vende il castello ed annessi al suo mezzadro, Andrea Piovano.

### Architetture religiose
- Parrocchia della Beata Maria Vergine Assunta
- Santuario di Nostra Signora, dei primi del 900.

## Società

### Evoluzione demografica
Abitanti censiti

### Etnie e minoranze straniere
Secondo i dati Istat al 31 dicembre 2017, i cittadini stranieri residenti a Niella Tanaro sono 125, così suddivisi per nazionalità, elencando per le presenze più significative:
1. Romania, 29
2. Nigeria, 26
3. Marocco, 20

## Amministrazione
Di seguito è presentata una tabella relativa alle amministrazioni che si sono succedute in questo comune.
| Periodo        | Periodo        | Primo cittadino      | Partito                                 | Carica  | Note  |
| -------------- | -------------- | -------------------- | --------------------------------------- | ------- | ----- |
| 9 maggio 1988  | 17 maggio 1990 | Carlo Gregorio       | lista civica                            | Sindaco | [ 8 ] |
| 17 maggio 1990 | 19 maggio 1993 | Stefano Delucis      | lista civica                            | Sindaco | [ 8 ] |
| 21 giugno 1993 | 24 aprile 1995 | Renato Paolino       | lista civica                            | Sindaco | [ 8 ] |
| 24 aprile 1995 | 14 giugno 1999 | Fedele Fausto Prette | tendente forza italia                   | Sindaco | [ 8 ] |
| 14 giugno 1999 | 14 giugno 2004 | Angelo Benedetto     | lista civica                            | Sindaco | [ 8 ] |
| 14 giugno 2004 | 8 giugno 2009  | Angelo Benedetto     | lista civica                            | Sindaco | [ 8 ] |
| 8 giugno 2009  | 26 maggio 2014 | Dianora Vizzaccaro   | lista civica                            | Sindaco | [ 8 ] |
| 26 maggio 2014 | 26 maggio 2019 | Angelo Benedetto     | lista civica: insieme per Niella Tanaro | Sindaco | [ 8 ] |
| 27 maggio 2019 | In carica      | Gian Mario Mina      | lista civica                            | Sindaco | [ 8 ] |

### Altre informazioni amministrative
Il Comune faceva parte della comunità montana Alto Tanaro Cebano Monregalese.

## Infrastrutture e trasporti
Niella Tanaro era servita da una propria stazione ferroviaria posta lungo la Ferrovia Bra-Ceva. La ferrovia è stata chiusa in seguito ai danni subiti dalla alluvione del 1994.
Nelle vicinanze dell`abitato vi è il casello ed una uscita della Autostrada A6 Torino - Savona.